# Djibril Cissé
Djibril Cissé (Arles, 12 augustus 1981) is een Frans voormalig voetballer die als aanvaller speelde. Cissé kwam tot 2011 uit voor het Frans voetbalelftal. Hij won in zijn carrière diverse prijzen zoals de UEFA Champions League, de UEFA Super Cup, de FA Cup, de Coupe de France en de FIFA Confederations Cup. Tweemaal won hij het topscorersklassement van de Ligue 1. Cissé staat tevens bekend om zijn zeer regelmatig van kleur veranderende haar en zijn vele tatoeages. Hij is de zoon van de voormalige Ivoriaans international Mangué Cissé. In oktober 2015 stopte hij op 34-jarige leeftijd met voetballen, om vervolgens in 2017 zijn voetbalcarrière weer op te pakken bij Yverdon-Sport. In april 2021 tekende Cissé een contract bij het Amerikaanse Panathinaikos Chicago.

## Clubcarrière

### AJ Auxerre
Op 15-jarige leeftijd tekende Djibril voor Auxerre. In het seizoen 1998/99 maakte hij zijn debuut voor de club, maar werd twee seizoenen later pas een vaste waarde. Op 5 augustus 2000 maakte hij zijn eerste competitiedoelpunt. In de seizoenen 2001/02 en 2003/04 werd Cissé topscorer van de Ligue 1. In totaal maakte hij 70 doelpunten in 127 competitiewedstrijden bij de Franse club.

### Liverpool
In juli 2004 ging hij voor ongeveer 13 miljoen pond (22 miljoen euro) naar Liverpool. Hij raakte echter al snel vrij zwaar geblesseerd, op 30 oktober 2004. Op 13 april 2005 maakte hij, veel sneller dan verwacht, zijn terugkeer voor de club. Hij viel een kwartier voor tijd in tijdens de UEFA Champions League-wedstrijd tegen Juventus. Uiteindelijk won Cissé met Liverpool de UEFA Champions League na een opmerkelijke finale tegen AC Milan, waarin The Reds een 0–3-achterstand ombuigen in een overwinning. In augustus 2005 won Cissé de UEFA Super Cup. In de wedstrijd tegen CSKA Moskou had de Fransman met twee doelpunten en een assist op Luis García een belangrijk aandeel in de 3–1-overwinning. Cissé maakte reeds twee beenbreuken mee, sinds de eerste beenbreuk kreeg Cissé weinig spelminuten bij Liverpool, waardoor hij na goed overleg op zoek mocht gaan naar een andere club. Diverse topclubs waren geïnteresseerd. Bij een oefenwedstrijd voor het Franse voetbalelftal tegen China kreeg Cissé zijn tweede beenbreuk, waardoor vele clubs afhaakten. In de zomer van het seizoen 2006/07 werd Cissé verhuurd aan Olympique Marseille.

### Olympique Marseille
Bij Marseille kreeg de aanvaller zijn eerste spelminuten op 5 december 2006 in de wedstrijd tegen Martigues. Cissé liet zien dat hij het scoren niet was verleerd en was direct trefzeker. In de loop van het seizoen kwam hij steeds beter op dreef en behaalde hij met Olympique Marseille de finale van de Coupe de France. Djibril Cissé was een van de smaakmakers tijdens deze wedstrijd en maakte twee doelpunten. Echter werd de uitslag 2–2 en verloor zijn ploeg in de strafschoppenreeks. In het seizoen 2007/08 trok hij de interesse van West Ham United, Blackburn Rovers, Bolton Wanderers en Manchester City, maar clubpresident Pape Diouf weigerde de speler tijdens de winterstop te laten vertrekken. In juni 2008 deed Cissé aangifte van afpersing. Volgens de Franse krant La Provence zouden onbekenden uit de regio, die een video met belastende beelden van de voetballer zouden hebben, via de telefoon 150 duizend euro van hem eisen. In de voorbereiding van het seizoen 2008/09 scoorde Cissé zes doelpunten in zeven wedstrijden voor Olympique Marseille. Hiermee speelde hij zich in de kijker van AS Roma, maar nadat de clubs niet met elkaar uitkwamen over de transfersom, vertrok hij op huurbasis voor een seizoen naar het Engelse Sunderland, die tevens een optie tot koop afdwong voor een bedrag van 12 miljoen euro.

### Sunderland
Na een paar dagen te hebben getraind met Sunderland, kreeg Cissé in de competitiewedstrijd op 23 augustus 2008 al speeltijd van trainer Roy Keane. In zijn eerste wedstrijd voor Sunderland maakte hij het beslissende doelpunt in de 2–1-overwinning tegen Tottenham Hotspur.

### Panathinaikos
In juli 2011 vertrok Cissé naar Panathinaikos, waar hij een vierjarig contract tekende met een salaris van 2,5 miljoen euro. Hij kwam voor 8 miljoen euro over van Marseille, waar hij nog een driejarig contract had. Cissé werkte zich direct op tot basisspeler en topscorer van het team. Als belangrijkste schakel in het team van Henk ten Cate werd hij eenmaal kampioen. Hij won twee keer de topscorerstitel. De Franse spits liet na twee seizoenen in Griekenland weten graag zijn kunsten weer in een aansprekende competitie te willen vertonen.

### Lazio
In de zomer van 2011 maakte Djibril de overstap naar Lazio. De aanvaller tekende een meerjarig contract en er werd naar verluidt 6 miljoen euro betaald. Bij zijn debuut in de Serie A scoorde hij tegen AC Milan. Na een halfjaar verliet hij de club echter alweer en vertrok naar Queens Park Rangers.

### Queens Park Rangers
Bij Queens Park Rangers presteerde Djibril Cissé prima, maar hij lag in de clinch met de nieuwe trainer Harry Redknapp, die Mark Hughes opvolgde. Op 20 januari 2013 werd besloten om hem voor zes maanden uit te lenen aan het Qatarese Al-Gharafa, terwijl hij op weg leek te zijn naar Sheffield Wednesday.

### Koeban Krasnodar, Bastia en Saint-Pierroise
Op 4 juli 2013 tekende hij een contract voor een jaar (met optie tot nog een seizoen) bij Koeban Krasnodar. Hij maakte zijn debuut op 20 juli 2013 tegen Tom Tomsk en hij scoorde in deze wedstrijd onder meer een doelpunt. Zijn Europese debuut maakte hij op 6 augustus 2013 in de UEFA Europa League
In het seizoen 2014/15 kwam hij uit voor Bastia. Op 18 juni 2015 tekende hij een contract voor vijf wedstrijden in september van dat jaar bij Saint-Pierroise, dat uitkomt in de Première Division van Réunion. Op 18 september, in zijn eerste wedstrijd tegen Capricorne, viel hij na tien minuten geblesseerd uit en kwam daarna niet meer in actie voor Saint-Pierroise.

### Latere carrière
Op 3 juli 2013 tekende Cissé een contract voor een jaar (plus optie voor nog een jaar) bij Kuban Krasnodar. Op 1 januari 2014 tekende hij een contract van achttien maanden bij SC Bastia.
In juni 2015 tekende Cissé bij Saint-Pierroise, uitkomend in de Réunion Premier League, een contract van een maand. Op 20 oktober 2015 kondigde Cissé aan dat hij op 34-jarige leeftijd stopte met voetbal vanwege een blessure. Op 4 juli 2017 keerde Cissé terug naar het voetbal na het tekenen van een contract bij het Zwitserse Yverdon-Sport.
In augustus 2018 tekende Cissé een contract bij Vicenza 1902. Echter slaagde de club er niet in om te promoveren naar de Serie D.
In april 2021 trad Cissé toe tot de selectie van Panathinaikos Chicago, uitkomend in de National Premier Soccer League (vierde Amerikaanse niveau).

## Interlandcarrière
In mei 2002 maakte Cissé zijn debuut voor het Frans nationaal elftal tegen de Rode Duivels. Door een schorsing miste hij Euro 2004. Ook miste hij het WK 2006, Cisse brak zijn kuit- en scheenbeen tijdens een oefenwedstrijd tegen China. Sindsdien werd Cissé opgeroepen voor de wedstrijden in de aanloop voor het EK 2008 en maakte hij deel uit van de definitieve Franse voorselectie. Hij werd echter niet meegenomen naar het Europees kampioenschap.

## Clubstatistieken
| Seizoen   | Club                             | Wedstrijden | Doelpunten | Competitie                     |
| --------- | -------------------------------- | ----------- | ---------- | ------------------------------ |
| 1998–1999 | Auxerre                          | 1           | 0          | Division 1                     |
| 1999–2000 | Auxerre                          | 2           | 0          | Division 1                     |
| 2000–2001 | Auxerre                          | 25          | 8          | Division 1                     |
| 2001–2002 | Auxerre                          | 29          | 22         | Division 1                     |
| 2002–2003 | Auxerre                          | 33          | 14         | Ligue 1                        |
| 2003–2004 | Auxerre                          | 38          | 26         | Ligue 1                        |
| 2004–2005 | Liverpool                        | 16          | 4          | Premier League                 |
| 2005–2006 | Liverpool                        | 33          | 9          | Premier League                 |
| 2006–2007 | Olympique Marseille (uitgeleend) | 21          | 8          | Ligue 1                        |
| 2007–2008 | Olympique Marseille              | 35          | 16         | Ligue 1                        |
| 2008–2009 | Olympique Marseille              | 2           | 0          | Ligue 1                        |
| 2008–2009 | Sunderland (uitgeleend)          | 35          | 10         | Premier League                 |
| 2009–2010 | Panathinaikos                    | 28          | 23         | Super League                   |
| 2010–2011 | Panathinaikos                    | 33          | 20         | Super League                   |
| 2011–2012 | Lazio                            | 18          | 1          | Serie A                        |
| 2011–2012 | Queens Park Rangers              | 8           | 6          | Premier League                 |
| 2012–2013 | Queens Park Rangers              | 18          | 3          | Premier League                 |
| 2012–2013 | Al-Gharafa (uitgeleend)          | 9           | 1          | Qatari League                  |
| 2013–2014 | Koeban Krasnodar                 | 15          | 4          | Premjer-Liga                   |
| 2013–2014 | Bastia                           | 15          | 2          | Ligue 1                        |
| 2014–2015 | Bastia                           | 6           | 0          | Ligue 1                        |
| 2015      | Saint-Pierroise                  | 1           | 0          | Première Division (Réunion)    |
| 2017–2018 | Yverdon-Sport                    | 29          | 24         | Promotion League               |
| 2018–2019 | Vicenca 1902                     | 0           | 0          | Serie C                        |
| 2021      | Panathinaikos Chicago            | 0           | 0          | National Premier Soccer League |
|           | Totaal                           | 445         | 201        |                                |

- Frankrijk: 40 interlands, 9 doelpunten.

## Erelijst
Auxerre
- Coupe de France: 2002/03

 Liverpool
- UEFA Champions League: 2004/05
- UEFA Super Cup: 2005
- FA Cup: 2005/06

 Panathinaikos
- Super League: 2009/10
- Beker van Griekenland: 2009/10

 Frankrijk onder 18
- UEFA Europees kampioenschap onder 18: 2000

 Frankrijk
- FIFA Confederations Cup: 2003

Individueel
- Topscorer Ligue 1: 2001/02 en 2003/04 ( AJ Auxerre)
- Topscorer Super League: 2009/10 en 2010/11 ( Panathinaikos)

## Filmografie
Djibril Cissé speelde onder andere in:

## Trivia
- Oorspronkelijk was hij moslim, maar hij bekeerde zich later in zijn leven tot het christendom.
- Djibril Cissé is de bezitter van een Hummer H2, waarvan het interieur is ontworpen door Louis Vuitton. Het ontwerp van dit interieur alleen al kostte naar verluidt meer dan 20.000 euro.